# 阿德里安·格罗根
阿德里安·格罗根（英語：Adrian Grogan，1977年7月6日—），澳大利亚男子田径运动员。他曾代表澳大利亚参加1996年和2000年夏季残疾人奥林匹克运动会田径比赛，获得二枚金牌。